# 都家かつ江
都家 かつ江（みやこや かつえ、本名：利根谷タキ、1909年3月15日 - 1983年9月29日）は、昭和期に活躍した三味線漫談家、女優。
都々逸や俗曲を得意とし、『女三亀松』異名を取った。1950年代から1970年代にかけて新五捕物帳、その他多くのテレビドラマ・映画にも出演した。

## 経歴
- 1909年 演芸一座座長だった都家四郎の娘として東京府東京市浅草区日本堤に出生。
- 1912年 父主催の演芸団で初舞台。
  - その後も父の知人の一座等で役者として舞台出演。「娘手踊り」や「子供手踊り」を演じる。
- 1927年 俳優出身の清川滝三郎と結婚。夫婦漫才『都家福丸・香津代』を組む。
- 1947年 夫の都家福丸死去。一人娘が二代目福丸を襲名し、親子漫才に転換。
- 1950年 芸の不振のため親子漫才を解消。ユーモア作家の玉川一郎の薦めで『一人トーキー』と称し、芸名を都家かつ江と改めてピン芸人になる。三味線を用いた世相漫談や、都々逸などが評判になり、数多くの舞台・映画・テレビ・ラジオ等に出演した。
  - ラジオ番組『大沢悠里ののんびりワイド』（TBSラジオ）では大沢悠里との名コンビで知られ、看板コーナーお色気大賞では初代の相方を務めた（二代目はさこみちよ）。
- 1983年 脳軟化症のため死去、74歳没。　戒名は『芸照院真徹妙薫大姉』。墓所は東京都文京区向丘の曹洞宗大智山海蔵寺。都家が亡くなった日に大沢と共演していた『のんびりワイド』も終了している。

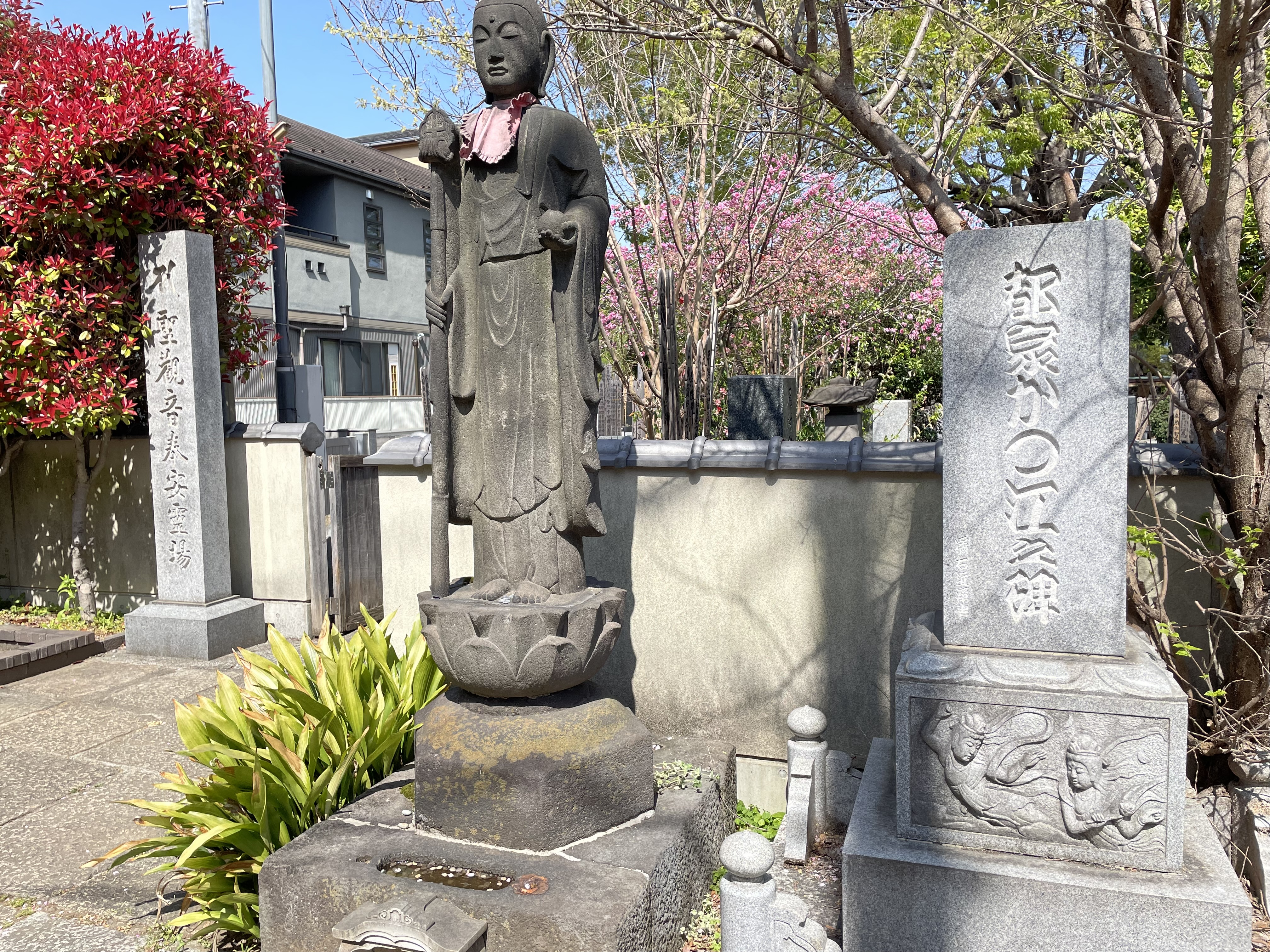
海蔵寺にある都家かつ江之碑

- 1984年 一周忌を期して海蔵寺内墓所に「都家かつ江之碑」を建立。
  - 碑の下にかつ江愛用の三味線撥（ばち）が納められた。この三味線撥は劣化を防ぐために、透明なアクリックレジンのブロックに埋没されている。
  - 碑の左側面に夫・福丸がかつ江に捧げた句、右側面には森繁久彌による献句が刻まれている。
  - 碑の隣にはかつて上野・鈴本演芸場玄関にあった石灯籠が建てられている（この石灯籠はかつ江の生前、鈴本演芸場改装に際し撤去されたもので、縁の品としてかつ江に寄贈され、自宅で所蔵していた）。

## 出演作品

### レコード等
- 談志百席 第一期 第三集 家元の芸人五十選(三）  〜都家かつ江と鯉香〜　日本コロムビア
- 都々逸特選 日本橋きみ栄/柳家三亀松/都家かつ江 ビクター・エンタテインメント
- 都家かつ江の男性診断 ビクターレコード JL-144-S

他

### 映画
1956年
- 猫と庄造と二人のをんな

1957年
- 月と接吻
- 善太と三平物語 風の中の子供
- 女殺し油地獄

1958年
- 乾杯! 見合結婚
- 駅前旅館

1959年
- 男性飼育法

1960年
- 珍品堂主人

1961年
- アワモリ君乾杯!

1962年
- 青べか物語
- 明日ある限り

1963年
- 喜劇 とんかつ一代
- 台所太平記

1966年
- 落語野郎 大脱線(1966)

1967年
- 千曲川絶唱
- 青春太郎
- 女賭場荒し

1969年
- 新・与太郎戦記

1970年
- 与太郎戦記 女は幾万ありとても

1972年
- 生まれかわった為五郎

1975年
- 青い山脈
- 陽のあたる坂道

### テレビ
- コント55号の裏番組をぶっとばせ! (1969-70)
- 花は花よめ 第1・第2シリーズ(1970-71)
- 傷だらけの天使 (1974)
- 新五捕物帳 (1977-82) - とよ 役
- 3年B組金八先生第1シリーズ(1979-80) - 池内シカ 役

### ラジオ
- 大沢悠里ののんびりワイド (1979-82,83)
- かつ江と悠里の朝風呂問答
  - ほか多数